# Комітет з прав людини ООН
Комітет з прав людини ООН — організація, що займається наглядом за виконанням Міжнародного пакту про громадянські та політичні права в країнах — учасницях пакту. Засновано згідно з частиною 4 Пакту. Складається з 18 експертів, які обираються на термін у 4 роки.

## Функції та доповіді країн
Комітет оцінює доповіді про виконання Пакту, які подаються країнами-учасницями, складає коментарі до Пакту («зауваження загального порядку») і висловлює за скаргами держав і приватних осіб про порушення Пакту (крім статті 1) країнами, які ратифікували Перший факультативний протокол до Пакту, міркування. Члени комітету мають право висловлювати особливі думки, що додаються до міркувань.
Комітет є органом незалежних експертів, причому всі держави-учасники зобов'язані регулярно надавати до Комітету інформацію про те, як здійснюються права. Держава повинна надати первинну інформацію через рік після приєднання до Пакту, а потім — на запит Комітету (зазвичай кожні чотири роки). Комітет вивчає кожну доповідь і викладає свої міркування і рекомендації державі-учасниці у вигляді «заключних зауважень».

## Розгляд індивідуальних скарг
Відносно країн, які ратифікували Факультативний протокол до Міжнародного пакту про громадянські та політичні права, Комітет наділений правом приймати до розгляду індивідуальні скарги на порушення прав людини. За підсумками розгляду індивідуальних заяв Комітет виносить рекомендації для влади. Ці рекомендації можуть містити вимоги щодо перегляду справи заявника, виплата йому будь-якої компенсації (без вказівки в рішенні Комітету конкретної суми).
Наприклад, 31 жовтня 2012 року Комітет з прав людини ООН задовольнив скаргу Федотової щодо Росії, визнавши положення закону Рязанської області про заборону пропаганди гомосексуальності серед неповнолітніх суперечать двома статтями Міжнародного пакту про громадянські та політичні права.
Комітет засудив розмитість формулювань закону, з якого незрозуміло, чи стосується термін «гомосексуальність» до сексуальної орієнтації або до сексуальних дій, і постановив, що Росія не змогла продемонструвати необхідність обмеження права Федотової на вираз нею своєї сексуальної ідентичності і прагнення домогтися її розуміння, в тому числі з залученням неповнолітніх в обговорення питань, пов'язаних з гомосексуальністю. Комітет дійшов висновку про дискримінаційний характер рязанського закону і про порушення Російською Федерацією пунктів 2 статті 19 (право на свободу вираження поглядів) в сукупності зі статтею 26 (заборона дискримінації) Пакту і зобов'язав Росію вжити необхідних заходів для недопущення аналогічних порушень в майбутньому.
У жовтні 2013 року Рязанський обласний суд за скаргою Федотової скасував рішення, раніше прийняті у справі Федотової. Незабаром Федотова домоглася також і у Верховному Суді підтвердження цього рішення.
На практиці рекомендації Комітету, як і інших договірних інструментів ООН, не виконуються окремими країнами. Наприклад, у квітні 2017 року оголошено, що з 2011 року комітетами ООН були винесені 25 рішень на користь заявників із Казахстану, але жодне з них не було виконано владою Казахстану через відсутність необхідного національного законодавства.
Незважаючи на протести представників Комітету, влада Білорусі приводить у виконання навіть смертні вироки, скарги за якими ще розглядаються в Комітеті. Наприклад, у 2014 році в Білорусії були страчені П. Селюн і А. Горюнов, незважаючи на те, що вони подали скарги до Комітету і той просив білоруську владу відкласти виконання їх вироків. У жовтні 2015 року Комітет ухвалив, що страта В. Юзепчука (розстріляного у 2010 році) була порушенням його права на життя, його визнання провини в злочині було отримано під тортурами, а сам судовий процес, що завершився винесенням йому смертного вироку, не відповідав критеріям незалежності та неупередженості.

## Справи проти Російської Федерації
Громадяни України подали велику кількість індивідуальних скарг проти Російської Федерації щодо ряду порушень прав людини в окупованому Криму, зокрема у зв'язку із незаконним позбавленням свободи, депортацією з Криму на територію Російської Федерації та інше . Процедура розгляду триває декілька років, а тому більшість скарг ще не розглянуті. В результаті їх подальшого розгляду, Комітет ООН з прав людини може встановити, що Російська Федерація відповідальна за порушення Міжнародного пакту про громадянські та політичні права, а саме прав конкретних заявників, а також зобов'язати РФ сплатити їм компенсацію та вжити заходів для припинення подібних порушень в майбутньому. 
Хоча і Комітет ООН з прав людини застосовує міжнародне право прав людини, в справах проти Російської Федерації йому доведеться звертатись до міжнародного гуманітарного права (МГП) щодо окупованих території України, оскільки МГП встановлює спеціальні правила, недотримання яких в тому числі тягне за собою порушення Міжнародного пакту про громадянські та політичні права. 
27 березня 2024 року Комітет ООН з прав людини ухвалив одне із перших своїх рішень в контексті порушення прав людини в окупованому Криму, а саме в справі за скаргою Брацило, Головко та Конюхова проти РФ. Потерпілих представляли адвокати ГО "Регіональний центр прав людини" Роман Мартиновський та Сергій Заєць. Скарги від імені згаданих трьох громадян України були подані ще в 2017 році у зв'язку з їх засудженням окупаційними судами РФ в Криму та подальшої депортації з Криму на територію РФ для відбуття призначеного покарання. 
Комітет ООН з прав людини встановив, що РФ свавільно позбавила заявників свободи в Криму на підставі її власного законодавства всупереч міжнародному гуманітарному праву. Громадяни України не могли бути засуджені за дії, що були вчинені раніше від 26-27 лютого 2014 року  - дати встановленню контролю над окупованим Кримом з боку Російської Федерації.
За загальним правилом, перш ніж звернутись до Комітету, потерпілі зобов'язані вичерпати засоби захисту у відповідній держави, зазвичай звернутись із скаргою національні суди. Адвокати вирішили не вичерпувати засоби захисту в Російській Федерації, оскільки вважали їх неефективними. Комітет погодився із такою позицією, оскільки окупаційні суди РФ в Криму не спроможні ухвалити рішення всупереч законодавству РФ та позиції Конституційного Суду РФ щодо нібито легітимного прийняття Криму до РФ.
У цьому рішення Комітет ООН з прав людини фактично вперше заявив, що Крим - це Україна, адже депортацію заявників з окупованого Криму на територію РФ для відбуття ними покарання було визнано висилкою громадян України з території їхньої власної держави - України. Свавільною було визнано і відмову РФ повертати громадян України на територію України. 
На позицію Комітету ООН з прав людини не вплинули спроби РФ нав’язати заявникам російські паспорти, яка таким чином намагалась уникнути права заявників як громадян України не бути висланими з територію України - Криму. Комітет ООН з прав людини зазначив, що нав'язування російських паспортів було спробою примусово змінити ідентичність заявників та змусити їх бути лояльними до окупанта. Цим було порушено їх право на приватне життя.  
Комітет також відзначив, що наведені порушення, а саме нав’язування російських паспортів та депортація на територію РФ, мали під собою дискримінаційну основу за ознакою, зокрема, національного походження.
Відповідно до рішення, на РФ покладено міжнародне зобов'язання сплатити справедливу компенсацію заявникам, виключити вплив нав’язаних російських паспортів та забезпечити повернення громадян в Україну. У зв'язку із цим, РФ також має  внести зміни до власногоо законодавство щодо громадянство, а також припинити ретроспективне застосування російського кримінального законодавства в Криму.